# Charabyl
Lo Charabyl (in russo Харабыл?) è un fiume della Russia siberiana orientale, affluente di sinistra dell'Anabar. Scorre nell'Anabarskij ulus della Sacha-Jacuzia.
Il fiume proviene da una zona paludosa ai confini col Territorio di Krasnojarsk e scorre in direzione nord-orientale. La sua lunghezza è di 139 km; il bacino è di 3 180 km². La larghezza del canale è di 40 m nella parte superiore, 50 m nella parte centrale, 125 m nel corso inferiore.